# 長島荘
長島荘（ながしまのしょう）は、肥前国杵島郡（現在の佐賀県武雄市）付近にあった荘園。

## 概要
武雄神社を中心として広がった荘園であり、元は同社によって開発されたとみられている。成立時期は不明であるが、承安2年（1172年）には既に成立していたことを示す文献が確認できること、中世を通じて同荘の荘園領主であった蓮華王院が長寛2年（1164年）創建であることから、12世紀後半に成立したと推定されている。正応5年（1292年）に作成された「河上宮造営用途支配惣田数注文」によれば、1517丁の田地を有して肥前国内では神埼荘に次ぐ数を示すなど、大規模な荘園であったが、それから数年しか経ていない正安元年（1299年）には蓮華王院と地頭橘薩摩氏との間で一部地域の下地中分が実施され、南北朝時代には不知行の状態となっていた。それでも戦国時代末期まで地名としての役割を果たしていた。